# El'ad
El’ad, ook wel gespeld als Elad (Hebreeuws: אלעד), is een Israëlische geplande stad in het district Centrum, met een inwonertal van 45.854 in 2016. De stad ligt circa 25 kilometer ten oosten van Tel Aviv, aan Route 444 tussen Rosj Haäjin en Sjoham. De naam El’ad betekent ´God voor eeuwig´, maar verwijst ook naar een lid van de stam Efraïm die hier volgens de Bijbel leefde (1 Kronieken 7:21).

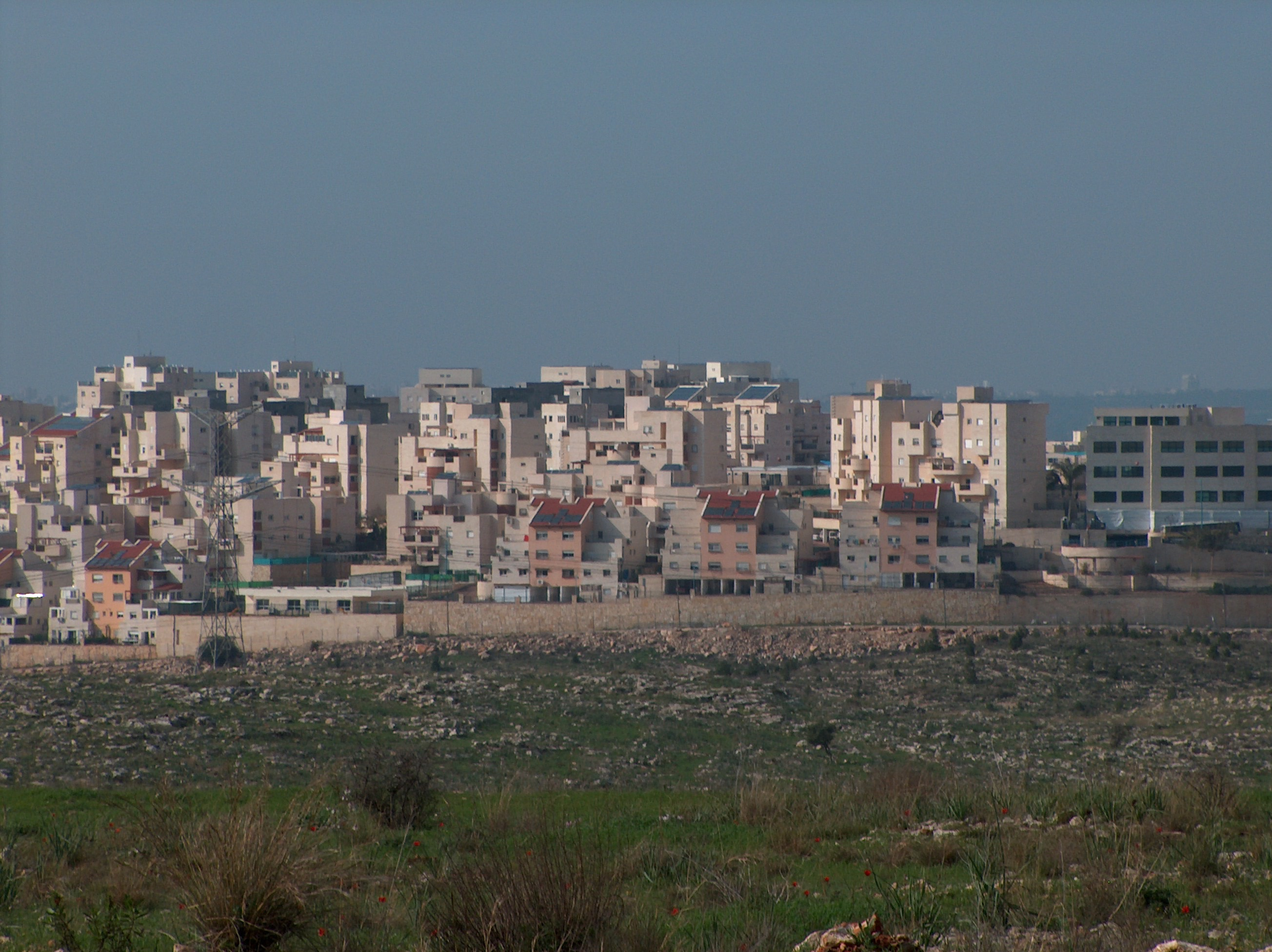
El’ad in 2006

## Geschiedenis
Eind jaren 90 werd begonnen met de bouw van El’ad, nadat in 1990 de toenmalige minister van huisvesting Ariel Sharon besloot tot de stichting van een aantal woonkernen nabij de grens met de Westelijke Jordaanoever. Het doel was hiermee 50.000 bewoners van huisvesting te voorzien.
De nabijgelegen steden Modi'ien-Makkabiem-Re'oet en Sjoham werden gepland voor het opvangen van zowel religieuze Joden als niet-religieuze Joden. El’ad was echter gericht op het huisvesten van modern-orthodoxe Joden en charedische (ultraorthodoxe) Joden, om zo een oplossing te bieden voor het tekort aan betaalbare woningen voor charedische gezinnen. De meerderheid van de inwoners van El’ad bestaat derhalve uit charedische Joden.
De stedenbouwkundige opzet van El’ad sluit aan op het religieuze karakter van de stad. De woningvoorraad omvat relatief veel ruime appartementen vanwege het hoge vruchtbaarheidscijfer onder charedische Joden. Ook is er zorggedragen voor de situering van onderwijsinstellingen op loopafstand, zodat er geen kosten voor schoolvervoer noodzakelijk zijn.
In 2008 verkreeg El’ad de status van stad.

## Demografie
El’ad is een van de snelst groeiende steden van Israël, met een jaarlijkse bevolkingsgroei van 6% tot 7%.
De gemiddelde leeftijd van een inwoner van El’ad is slechts 13 jaar oud, tegen het Israëlische gemiddelde van 30 jaar. Ongeveer 59,2% van de bevolking bestaat uit kinderen tot en met 17 jaar oud): alleen Modi'in Illit (64,4%) en Betar Illit (61,5%) hebben in verhouding meer kinderen.
De gemiddelde bevolkingsdichtheid is 13.446 inwoners per vierkante kilometer, waarmee het een van de dichtsbevolkste steden in Israël is.